# アニメランド
アニメランドは1984年10月21日から1999年3月30日まで宮崎放送（MRTラジオ）で放送されていたローカルラジオ番組（アニラジ）で、地方局のアニラジとしては全国区で有名であり、長寿番組であった。放送回数は全744回。

## 概要
MRTアナウンサーの樫元洋が「MRT歌謡曲ベスト20」に寄せられたはがきを基に番組を立ち上げた。放送開始当時は、毎週日曜日18時30分からの30分番組であったが、のちに1時間番組となる。番組のOP曲には重戦機エルガイムのBGMが流用されていた。
番組内容は主に、リスナーからのアニメソング等の投稿リクエストを届けるというオーソドックスな内容であり、リクエストされた曲の音源がMRTに存在しない場合、リスナーからレコードなどを募集する事もあった。アニメの劇場版の音声を数週分に分割して流すというコーナーも存在した。
公開録音も行われており、声優がゲストとして招かれている。その時、司会者がラジオで聴いているリスナーの為に声優の着ている服装を説明をするのが常であった｡
声優と一緒にアフレコ体験が出来る等のコーナーがあり、地方ラジオ局の番組内容としては、かなり内容は充実していた。また、これも声優をゲストに招いて「アニメジャンボリー」という1泊2日の宿泊イベントもえびの高原で1986年以降（1993年除く）に行われていた。アニメジャンボリーへの応募は半数が宮崎県外のリスナーだったという。
また、近年「フラワーフェスタ」で2年続けて公開録音が行われ、その模様が流され、復活したが、レギュラー復活は無い。
なお、この番組終了後MRTで放送される生粋のアニラジは、2011年4月から「スフィアのオールナイトニッポンR」と「きかせられないラジオ」がネットされるまで皆無となる。
現在、文化放送アナウンサーの伊藤佳子は、2009年7月1日のMRTラジオ開局55周年に際してのお祝いメッセージの中で「宮崎放送在籍時にこの番組のアシスタントをしていた事があり、同番組にゲスト出演した事のある神谷明と文化放送局内のエレベーターで一緒になると当時の事を回顧されている」と語った。
「アニメジャンボリー」開催前には、リスナーからのゲストで呼んで欲しい声優のファン投票を行っており、随時番組内で発表されていた。このイベントは声優界の中でも一大イベントの一つとして数えられており、以前ゲストとして招かれた金丸淳一も自身のラジオ番組で言及したほどである。
樫元は、のちに「わくわくゲームランド」なるゲーム音楽番組も企画し、本番組と並行して1988年10月よりパーソナリティを担当していた。しかしテレビ「おくさま9:30」をはじめとする多くの担当番組を抱え、次第に多忙を極めるようになったことから、1990年4月より同局アナ（当時）の石川小百合に番組を引き継いだ。（「ゲームクラブ」とタイトルを変えリニューアル。当初は1時間枠で約半年間放送、のちに深夜帯の30分枠となり2年間放送した。）
当番組終了後、2016年4月3日に約17年ぶりのローカルアニラジ番組｢はぴあにっ｣が放送を開始した。

## 歴代パーソナリティー
- 初代：樫元洋・中武真美
- 2代目：樫元洋・遠藤玲子
- 3代目：樫元洋・俵谷美津子
- 4代目：樫元洋・伊藤佳子
- 5代目：樫元洋・前田晶子
- 6代目：富樫吉樹・前田晶子
- 7代目：樫元洋・梅垣博子
- 8代目：樫元洋・黒部亜希子
- 9代目：黒部亜希子

初代アシスタントの中武真美以外は全員、宮崎放送のアナウンサー(当時)。

## 主な公開録音のゲスト声優やアニメシンガー
- 池澤春菜
  - 会場は宮崎郡佐土原町（現：宮崎市佐土原町）の久峰総合運動公園
- 影山ヒロノブ
  - 会場は宮崎市・こどものくに（フラワーフェスタ期間中のイベントの一つとして行われた。）
- 宮里久美
  - 会場は宮崎市・こどものくに　第2回公開録音　1985年8月18日
- 竹本孝之
  - 会場は宮崎市・こどものくに　第2回公開録音　1985年8月18日
- 松井菜桜子
  - 1986年8月5日、MRTラジオ、アニメランド第6回公開録音。
- 原えりこ
  - 1986年8月5日、MRTラジオ、アニメランド第6回公開録音。
- 神谷明
  - 会場は宮崎市・こどものくに（フラワーフェスタ期間中のイベントの一つとして行われた。）
  - 1990年3月17日の公開録音、会場は当時の「'90ひむかの祭典」の特設ステージ、この回は「ザ・スーパーアニメランド」と題して、ラジオの生中継を実施した。
  - 1992年7月の公開録音、会場は当時の「まつり宮崎」のヤングステージ
- 伊倉一恵
  - 1990年3月17日の公開録音
- 林原めぐみ
  - 会場は宮崎県えびの市えびの高原ホテル
  - 1990年8月5日～8月6日のアニメジャンボリー、草尾毅と同時ゲストで偶然服が同じ青色でペアルックのようだと林原が発言。また公録当日の深夜に病人が出て、看護婦としての役割を果たした。第26回公開録音。
  - 1993年1月4日の公開録音、会場はマルショクサンリブ宮崎店（現：マルショク中央通り店）イベントスペース、この公録当日に、神谷明がプライベートで宮崎に行き、サプライズゲストとして会場に登場した。
  - 1994年10月の公開録音、会場は都城アーバンボウル（現：ジョイプラザ都城店）、公録終了後に行われたボウリングの始球式ではガターだった。
- 渕崎ゆり子
  - 1997年11月の公開録音、会場は宮交シティアポロの泉。渕崎にとって初めての公開録音参加で、アテレコ本番では女子短大生に扮した。
- 堀川りょう（公録当時は堀川亮）
  - 1992年5月の公開録音、会場はマルショクサンリブ宮崎店（現：マルショク中央通り店）イベントスペース、ここではハプニングが2回もあった。「アテレコに挑戦」のコーナーでは、堀川が指名した1人の女性が、アテレコ中に「代々木アニメーション学院」と言う所を「佐々木アニメーション学院」と言ってしまうハプニングがあり、また堀川本人も「キャンディキャンディ」と言う所を「レディレディ」と言ってしまうハプニングがあった。
- 野沢雅子
  - 1992年5月の公開録音、会場は宮崎市・こどものくに、堀川りょうの公録の1週間後に行われた。
- 緑川光
  - 1996年2月11日の公開録音、会場は宮崎市・こどものくに、姓にちなんで、緑色のサインボールをプレゼントしたとか。
- 草地章江
  - 1996年2月11日の公開録音
- 関俊彦
  - 1991年3月23日の公開録音、会場は当時の都城市「母智丘桜まつり」の特設ステージ
- 日髙のり子
  - 1991年5月6日の公開録音、会場はマルショクサンリブ宮崎店（現：マルショク中央通り店）イベントスペース
- 吉田古奈美
- 置鮎龍太郎
- 山寺宏一
- 佐々木望
- 山口勝平
  - 1992年1月の公開録音と同年のアニメジャンボリー
- 冨永み～な
  - 記念すべき第1回目の公開録音のゲストと1992年のアニメジャンボリー
- 金丸淳一
  - 1992年のアニメジャンボリー
- 三石琴乃
  - 1993年5月2日の公開録音、会場は宮崎市・こどものくに、リスナーの作品を元にオリジナルシナリオで作ったドラマ「創世記」のアテレコ本番がここで披露。三石本人は事前に台本を渡されていたが、会場から三石が指名した3人はここで台本を渡された。ドラマ本番では3人が思った以上にうまくできたことにより成功した。
- 檜山修之・深見梨加
  - 1993年8月8日～8月9日のアニメジャンボリー、台風7号の接近の中で行われ、公録当日は深見梨加の当時30歳の誕生日であり、全員で祝福した。
- 富沢美智恵
  - 1986年の公開録音
  - 1993年10月の公開録音、会場は宮交シティアポロの泉
- 久川綾・緒方恵美
  - 1994年のアニメジャンボリー
- 草尾毅
  - 1990年8月5日～8月6日のアニメジャンボリー。第26回公開録音。
  - 1994年11月の公開録音、会場は当時のシーガイア・パラダイスガーデン
- 白鳥由里・小野寺麻理子
  - 1994年11月の公開録音
- 矢尾一樹

## テーマ音楽
- 初代ＯＰ曲（1984年～1992年）
  - 進撃エルガイム（重戦機エルガイム）
- 初代ＥＤ曲（1984年～1992年）
  - 不明
- ２代目ＯＰ曲（1993年～）
  - BEGINNING OF THE RACE（新世紀GPXサイバーフォーミュラ 11）
- ２代目ＥＤ曲（1993年～）
  - THE KNIGHT（新世紀GPXサイバーフォーミュラ 11）